# 薩拉火山蘇霍伊SSJ-100墜機事件

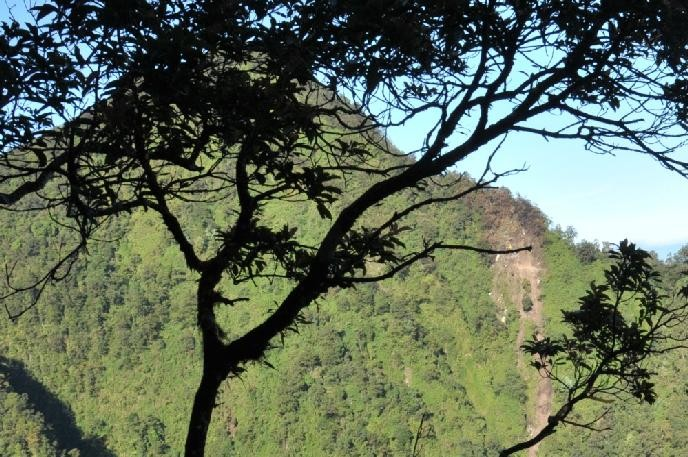
事故後所攝薩拉火山的東面，顯示客機撞擊位置（右）

薩拉火山蘇霍伊SSJ-100墜機事件是發生於2012年5月9日的一起空難事故。當日一架俄製蘇愷SSJ-100客機在印尼進行宣傳飛行時，撞上位於西爪哇的薩拉火山，機上共45人，包含37名乘客和8名機組人員全部遇難。事故起因是機員在不熟悉航線處於高山環境下，當近地警告響起時關閉系統，同時誤判為系統錯誤 ，並直至撞山前一刻和航空公司人員等潛在買家交談，而無察覺危機逼近。該事故是蘇霍伊SSJ-100的第一起致命事故。

## 机上乘客
機上乘客多為印尼多家當地航空公司的代表、記者。
| 乘客國籍   | 乘客國籍 | 乘客國籍 | 乘客國籍 |
| 國籍       | 乘客     | 機組     | 總計     |
| ---------- | -------- | -------- | -------- |
| 印度尼西亞 | 35       | -        | 35       |
| 俄羅斯     | -        | 8        | 8        |
| 美国       | 1        | -        | 1        |
| 法國       | 1        | -        | 1        |
| 總計       | 37       | 8        | 45       |